# Federico Guillermo de Hesse-Kassel (1790-1876)
El príncipe Federico Guillermo de Hesse[-Kassel] (Maastricht, 25 de abril de 1790-Castillo de Rumpenheim, 25 de octubre de 1876) fue un militar alemán miembro de la casa de Hesse.

## Biografía
Fue el tercero de los hijos varones, y de los vástagos, del matrimonio formado por el príncipe Federico de Hesse-Kassel (1747-1837), fundador de la rama conocida como Hesse-Kassel-Rumpenheim, y la princesa Carolina de Nassau-Usingen (1762-1823). Nació mientras su padre, que había seguido la carrera militar como otros príncipes de su época, estaba al servicio de las Provincias Unidas. Este era gobernador de Maastricht desde 1784. Tuvo siete hermanos:
- Guillermo (24 de diciembre de 1787-5 de septiembre de 1867), casado con Luisa Carlota de Dinamarca (1789-1864), fueron padres de Luisa de Hesse-Kassel que sería esposa del rey Cristián IX de Dinamarca.
- Carlos Federico (9 de marzo de 1789-10 de septiembre de 1802).
- Luis Carlos (12 de noviembre de 1791-12 de mayo de 1800).
- Jorge Carlos (14 de enero de 1793-4 de marzo de 1881).
- Luisa Carolina (9 de abril de 1794-16 de marzo de 1881), contrajo matrimonio morganático con Jorge von der Decken (1787-1859), general al servicio del rey de Hannover.
- María (21 de enero de 1796-30 de diciembre de 1880), casada con Jorge, gran duque de Mecklemburgo-Strelitz (1779-1860).
- Augusta (25 de julio de 1797-6 de abril de 1889), casada con el príncipe Adolfo del Reino Unido, duque de Cambridge (1774-1850) siendo abuelos de María de Teck, reina consorte por su matrimonio con Jorge V del Reino Unido.

Hasta su juventud tuvo una salud algo débil.
Federico inició su carrera militar en 1797 siendo nombrado capitán de un regimiento de infantería de Hesse-Kassel, estado a cuya familia soberana pertenecía.
En 1802 su padre intentó obtener un canonicato para él en la catedral de Brandenburgo. Su tío paterno Guillermo I, elector de Hesse-Kassel, le otorgó para su mantenimiento económico el feudo de Burggut Bürgeln además de 4.000 táleros.
En 1810 pasó a servir en el ejército prusiano. En 1814 cambió a servir al ejército del Electorado de Hesse con el grado de coronel. Posteriormente pasaría al servicio del reino de los Países Bajos, siguiendo la tradición de su padre. Finalmente, en 1821 se reintegraría al ejército prusiano.
En 1840 sería nombrado gobernador de la fortaleza de Luxemburgo, en la ciudad homónima, entonces parte del sistema de fortalezas federales de la Confederación Germánica. Seis años después renunciaría a este cargo militar, dejando el servicio activo.
Tras su abandono de la carrera militar, pasaría a vivir junto con su hermano soltero Jorge, entre Fráncfort del Meno (en invierno) y el castillo de Rumpenheim (en verano), esta propiedad había sido legada a partes iguales entre los seis hijos que vivían a su muerte en 1837. El castillo fue punto de encuentro para todos los miembros de la familia de Hesse-Kassel durante los veranos. A estos encuentros acudían familiares como su sobrina Luisa de Hesse-Kassel, reina consorte de Dinamarca; su hija Alejandra casada con Eduardo, príncipe de Gales (futuro Eduardo VII del Reino Unido; o María de Teck que llegaría ser reina consorte del Reino Unido por el matrimonio con Jorge, hijo de los anteriores. Federico poseía una granja al otro lado del río Meno en la localidad de Dorfelden, al norte del castillo.
Murió célibe en 1876 y fue enterrado en el mausoleo familiar del castillo de Rumpenheim.

## Títulos, órdenes y empleos

### Títulos
- Su Alteza Serenísima el príncipe Federico (Guillermo) de Hesse[-Kassel].[6]

### Órdenes

#### Electorado de Hesse
- Caballero de la Orden del León Dorado.[6]
- Caballero de la Orden del Mérito Militar (Militär-Verdienst-Ordens).[6]
- Caballero de la Orden del Casco de Hierro.[6]

#### Extranjeras
- Caballero gran cruz de la Real Orden Güélfica.[6] (Reino de Hannover)
- Caballero de primera clase de la Orden del Águila Roja. (Reino de Prusia)
- Caballero de la Cruz de Hierro. (Reino de Prusia)

### Empleos
- General de caballería à la suite del ejército del Electorado de Hesse.[6]
- General de caballería à la suite del ejército del Reino de Prusia.[6]

### Individuales
1. 1 2  Klössel, Christine. «Hesse-Kassel, Friedrich Landgrave von». Hessische Biografie.
2. ↑  Klössel, Christine. «Hesse-Kassel, Friedrich Landgrave von». Hessische Biografie.
3. ↑  Battiscombe, Georgina (1969). «Chaper one. Danish childhood. y Chapter two. The Princes of Wales». Queen Alexandra (en inglés). Londres: Constable. p. 3-30. ISBN 0-09-456560-0.
4. ↑  Pope-Hennessy, James (1867). «Chapter four. Rumpenheim, Neu Strelitz and Reinthal.». Queen Mary, 1867 (en inglés). pp. 80-111. Consultado el 14 de junio de 2020.
5. ↑  Pope-Hennessy, James (1867). «Chapter four. Rumpenheim, Neu Strelitz and Reinthal.». Queen Mary, 1867 (en inglés). p. 86. Consultado el 14 de junio de 2020.
6. 1 2 3 4 5 6 7  Hesse, Electorado de (1866). «Kurfürstlich Hessisches Hof- und Staatshandbuch: 1866». Kurfürstlich Hessisches Hof- und Staatshandbuch (en alemán) (Waisenhaus): 3. Consultado el 9 de julio de 2022.